# Medaile nezávislosti Jamajky
Medaile nezávislosti Jamajky (anglicky Jamaica Independence Medal) je pamětní medaile založená roku 1962 na paměť zisku nezávislosti Jamajky.

## Historie a pravidla udílení
Medaile byla založena dne 6. srpna 1962 na památku zisku nezávislosti Jamajky. Udělena byla příslušníkům Jamajských obranných sil a vybraným civilistům.

## Popis medaile
Medaile kulatého tvaru je vyrobena z mědiniklu. Na přední straně je portrét královny Alžběty II. hledící doprava. Při vnějším okraji je nápis QUEEN ELIZABETH II. Na zadní straně je státní znak Jamajky. Při vnějším okraji je nápis JAMAICA INDEPENDENCE 6TH AUGUST 1962.
Stuha sestává ze širokého středového pruhu černé barvy, na který z obou stran navazují užší pruhy žluté a zelené barvy. Barevným provedením tak odpovídá barvám jamajské vlajky.